# Gustavo Caiche
Gustavo de Souza Caiche (Ribeirão Preto, 4 de junho de 1976) é um ex-futebolista brasileiro que atuava como zagueiro. Jogou em grandes clubes do futebol brasileiro e também teve passagem pelo futebol árabe. Zagueiro de 1,90m de muita raça e determinação, sempre foi muito eficiente nas bolas aéreas e foi eleito o melhor zagueiro do Brasil em 2001, conquistando o troféu Bola de Prata da Revista Placar, ano em que se consagrou Campeão Brasileiro pelo Atlético-PR.

## Carreira
Iniciou sua carreira nas categorias de base do Botafogo-SP, depois de uma breve passagem pelo time mirim do Comercial, da mesma cidade. No Botafogo, jogou de 1994 a 1998 e marcou 27 gols. Com apenas 17 anos, Gustavo estreou na equipe profissional da Pantera, frente ao XV de Jaú, vencendo por 1–0. O treinador era simplesmente seu maior ídolo na infância: Sócrates, craque da Seleção Brasileira que disputou as Copas do Mundo de 82 e 86. Com o Botafogo, foi campeão paulista de juniores em 1994 e ajudou na ascensão do clube à Série A do Paulistão em 95 e à Série B do Brasileiro em 1996.

### Atlético Paranaense
Foi no Atlético Paranaense que o zagueiro passou a ser um colecionador de títulos: foi Campeão Paranaense em 98, venceu também a Copa Paraná em 99 e foi tricampeão estadual em 2000, 2001 e 2002. Ganhou ainda a Seletiva da Libertadores em 99 e ajudou na inédita conquista do Campeonato Brasileiro em 2001. No Rubro-Negro, viveu momentos de extrema alegria e alguns de tristeza. Com uma contusão crônica no tornozelo, foi submetido a diversas intervenções cirúrgicas e seu caso se tornou até objeto de estudo pela medicina especializada.
Superados os problemas, acabou se tornando o responsável direto e principal herói da conquista do Campeonato Paranaense de 2000, marcando o gol do título contra o Coritiba e devolvendo o título ao Atlético. Na comemoração, foi o jogador mais homenageado pela torcida. Outro momento marcante foi no ano seguinte, sendo titular do time na conquista do Campeonato Brasileiro, com atuação extremamente destacada. Pelo Atlético, Gustavo marcou 16 gols, sendo um dos ídolos da torcida até hoje.

### Outros Clubes
Em 2003, Gustavo foi contratado pelo São Caetano onde conquistou em 2004 o primeiro título importante do clube, o Campeonato Paulista de Futebol.
Foi contratado pelo Corinthians no início de 2007. Estreou na vitória sobre o São Bento por 4 a 2, em partida válida pelo Campeonato Paulista. Disputou 14 jogos pelo clube e marcou 3 gols.
ficou duas temporadas no Sport e chegou ao Boavista-RJ em 2008, ficando até o ano seguinte.
Se despediu dos gramados em 2009, quando jogou pelo Al-Shamal, do Qatar.

## Pós-aposentadoria
Após encerrar a de atleta, em 2009, formou-se como técnico pela Universidade de Esportes.
Em 2013, trabalhou como treinador do São José Esporte Clube na Copa São Paulo de Futebol Júnior.
Gustavo foi Gerente de Futebol no Futebol Clube Cascavel de 2017 a 2018, time da primeira divisão do campeonato paranaense de futebol.
Gustavo também foi coordenador do projeto social G3Futsports, que comanda no Guarujá, em São Paulo.
Depois de 18 anos de carreira de sucesso dentro e fora dos gramados, o ex-zagueiro agora se dedica exclusivamente ao treinamento de jovens, dando a oportunidade da convivência em grupo com orientações e ensinamentos baseados na educação disciplinar e respeito ao próximo através da prática do futebol. A escola de futebol atende mais de 40 adolescentes e oferece treinamentos que visam o aprendizado e o aperfeiçoamento na prática deste esporte, bem como suas regras e fundamentos.

## Títulos
Botafogo-SP
- Campeonato Paulista de Futebol - Sub-20: 1994

Atlético Paranaense
- Copa Paraná: 1998
- Campeonato Paranaense: 1998, 2000, 2001
- Seletiva para a Libertadores: 1999
- Campeonato Brasileiro: 2001
- Supercampeonato Paranaense: 2002

São Caetano
- Campeonato Paulista: 2004

Sport
- Campeonato Pernambucano: 2008

## Prêmios individuais
Atlético Paranaense
- Melhor Zagueiro da Copa Paraná  - Chuteira de Ouro - 1998
- Melhor Zagueiro do Campeonato Paranaense em 2000 e do Supercampeonato Paranaense em 2002
- Melhor zagueiro do [Campeonato Brasileiro de Futebol]: 2001 - Bola de Prata da Revista Placar